# Eupithecia luxuriosa
Eupithecia luxuriosa är en fjärilsart som beskrevs av Karl Dietze 1913. Eupithecia luxuriosa ingår i släktet Eupithecia och familjen mätare. Inga underarter finns listade i Catalogue of Life.